# ハードニング
ハードニング（英: Hardening）とは、強化を意味する。分野によって具体的内容は異なる。

## 概要
コンピューティングにおいて、ハードニング とは、脆弱性を減らすことでシステムのセキュリティ堅牢にすること。システムは多面的な脆弱性を抱えており、原理的には、単一の機能しか持たないシステムは、複数の機能を持ったシステムよりも堅牢である。必要のないソフトウェアの削除、不要なユーザアカウントやデーモンを停止などで、攻撃可能な側面を減らすことができる。
Unix や Linux には、複数のハードニング方法がある。ハードニングの際には、併せて他の方法も用いられることがあり、特に、Exec Shield や PaX といったパッチをカーネルに適用する、侵入検知システムやファイアウォール、侵入防止システムを導入しポートを塞ぐなどの方法が採られる。また、ハードニングスクリプトやツールも存在する。Bastille Linux 、Solaris 向けのJASS 、Apache/PHP Hardener などのハードニングツールは、設定ファイルを変更するなどの方法で不要な機能を無効にするといったことができる。